# Охотничий дом Юсупова
Охотничий дом князя Юсупова (также Юсуповский дворец, Аскерин) — дворец князя Феликса Юсупова в селе Коккоз (ныне — Соколиное Бахчисарайского района Крыма), памятник архитектуры. Построен в 1908—1912 годах по проекту ялтинского архитектора Николая Петровича Краснова в крымскотатарском стиле, с использованием мотивов ханского дворца в Бахчисарае.
В 1908 году Юсуповыми в Коккозах (Богатырской волости) было приобретено имение, в котором по желанию Зинаиды Николаевны Юсуповой было решено построить «дом в местном стиле». Строительство было поручено главному архитектору Ялты Николаю Петровичу Краснову, который в это время уже был занят сооружением Кореизского (для великого князя Петра Николаевича) и Ливадийского дворцов. Новому имению хозяева, с XV века служившие русским царям и прославившиеся военной доблестью, дали название Аскерин (в переводе с крымскотатарского — принадлежащая воину).
Здание было белым (в духе татарских горных домов), крыша покрыта блестящей майоликовой черепицей цвета морской волны, в стрельчатых окнах — ажурные переплеты. На левой от главного входа стене был устроен пристенный фонтан Голубой глаз: в виде неглубокой стрельчатой ниши, облицованный зеленоватыми майоликовыми плитками, с керамическим изображением в центре стилизованного голубого глаза, из которого вытекала струйка воды. Это был отсыл к названию села: Коккоз в переводе с крымскотатарского — голубой глаз. В большой двусветной гостиной стояла копия бахчисарайского фонтана слёз, в парке — ещё один фонтан, созданный по мотивам местных легенд. Также в комплекс дворца входили: мост через Коккозку, за ним — мечеть, подарок князя местному населению. Дворец посещали Николай II и король Португалии Мануэл II.
Уже будучи в эмиграции Феликс Юсупов оставил воспоминания о дворце:
Дворец был белый, с крышей из старинной черепицы, покрытой глазурью, которой патина времени придала разные оттенки зеленого цвета. Его окружал виноградник, маленький ручей бежал у стен — с балкона можно было ловить форель. Внутри мебель, крашенная яркими красными, синими и зелеными цветами, была скопирована со старинной татарской. Восточные ткани покрывали диваны и стены. Большая столовая днем освещалась через персидские витражи на потолке. Вечером, освещенные изнутри, они пропускали в комнату переливчатый свет, гармонично смешивавшийся со светом свечей на столе. Одна из стен была украшена мраморным фонтаном, где вода текла капля за каплей с нежным жалобным звуком по множеству маленьких раковин, из одной в другую. Этот фонтан был точным воспроизведением того, что находился во дворце хана... Голубой глаз находился повсюду: в витражах, над фонтаном, в кипарисовом парке и в восточной орнаментике столовых приборов…
При советской власти во дворце располагались школа II ступени, сельсовет, изба-читальня и клуб, летом турбаза, на 1935 год — школа колхозной молодёжи с сельхозуклоном в спецкультуры (видимо, табак). Во время оккупации Крыма в 1941—1944 годах размещалось то ли казино, то ли бордель, само имение сильно пострадало. В послевоенное время размещались школа, сельсовет, клуб, музей, вновь турбаза и школа-интернат. На данный момент на территории имения расположен детский лагерь «Сокол», дворец закрыт для посещения посторонними людьми.